# Joseph Doutrelepont
Louis Guillaume Joseph Doutrelepont (Malmedy, 3 de junio de 1834 – Bonn, 30 de abril de 1918) fue un cirujano y dermatólogo de Alemania.
Se doctoró en medicina en la Universidad Humboldt de Berlín, completando su formación con el cirujano Wilhelm Busch en la Universidad de Bonn, donde luego sería profesor. Según fue avanzando su carrera, se especializó en dermatología y enfermedades venéreas. Son sobre todo conocidas sus investigaciones del lupus vulgar.

## Obra
- Tuberkelbacillen im Lupus, Monatsschrift für praktische Dermatologie II. No. 6.
- Über Bacillen bei Syphilis (con Jos. Schütz), Deutsche medizinische Wochenschrift (DMW), 1875.
- Fall von Meningitis tuberculosa nach Lupus; Tuberkelbacillen im Blut, DMW, Nr. 7, 1885.
- Zur Therapie des Rhinosclerom, DMW, 1887.
- Lupus und Hauttuberculose, DMW, 1887. N0. 43.
- Syphilis und Carcinom, DMW, 1887, xiii. 1016-1018.
- Über Haut- und Schleimhauttuberculose, DMW, 1892, Nr. 46, S. 1033.[3]